# Усть-Каменогорський титано-магнієвий комбінат
Усть-Каменогорський титано-магнієвий комбінат – підприємство кольорової металургії, яке діє в казахському місті Оскемен (раніше носило назву Усть-Каменогорськ). 
На вибір місця розміщення заводу вплинуло спорудження на Іртиші потужної Бухтармінської ГЕС, оскільки технологія виробництва потребувала значних обсягів електроенергії. Будівництво почалось в 1955 році, в 1962-му став до ладу перший цех, де з хлору та привізного титанового шлаку отримували тетрахлорид титану, у 1963-му отримали перший губчастий титан (результат термічного відновлення тетрахлориду титану), а в 1965-му після запуску виробництва магнію комбінат офіційно прийняли в експлуатацію. Сировиною для отримання магнію був зневоднений карналіт, який надходив з Березниківського титано-магнієвого комбінату.
В першій половині 1970-х до асортименту продукції Усть-Каменогорського підприємства додались пентаоксид ванадію, оксид скандію та металічний скандій.
В 2000-му комбінат розпочав виробляти титановий шлак, який отримують шляхом плавки ільменітового концентрату, а за кілька років ввів в роботу Сатпаєвський рудник, що частково забезпечує потреби майданчику в ільменіті.
В 2010-му почала роботу спільна компанія Усть-Каменогорського комбінату та південнокорейської металургійної корпорації POSCO, яка займається випуском титанових слябів із їх подальшою переробкою у титанові листи та труби. В 2019-му це спільне підприємство вийшло на проектний рівень виробництва у 11 тисяч тон на рік.